# Härnösands AIK
Härnösands AIK är en idrottsklubb i Härnösand i Sverige, bildad 1945 och först tänkt att heta BK Virgo, ett namn som dock var upptaget.. Klubben bedriver bandy, tidigare hade man även bordtennis, fotboll, friidrott och skidsport på programmet.

## Om klubben

### Herrbandy
Även om fotboll mest spelades de första åren spelades första bandymatchen 1946, i junior-DM mot IF Älgarna, där man förlorade med 0-8. 1950 vann man Härnösandsserien, och under större delen av 1950-talet spelade man i Division III. 1959 spelade man i Division II men eftersom Härnösand saknade godkänd plan för sådan nivå, fick man spela alla hemmamatcher i Sandslån. 1960 spelade man på Högslätten. Efter att 1961 ha slutat på fjärde plats i Division II, var man 1962 inblandade i bottenstriden i Division II. 1963 kvalade man mot Heffners inför 509 åskådare på Högslätten.
1969, efter serieomläggning, bestod Division II nedre Norrland av sex lag, där Härnösands AIK blev 3:a. I seriefinalen mot Selånger SK i Division II förlorade man inför 900 åskådare. 1970 kvalade man till Division I mot Haparanda, men gick inte vidare.
Säsongen 1984/1985 spelade herrlaget i Sveriges högstadivision, där man dock föll ur.
De senaste säsongerna har herrlaget spelat i Division 1. Säsongen 2010/11 slutade laget på tredje plats. I säsongens sista match besegrades ärkerivalen Selånger för första gången i seriespel på 40 år. Säsongen 2012/13 vann HAIK Division I Norra och kvalificerade sig därmed för spel i Allsvenskan säsongen 2013/14.
Kända spelare: Leif Linder, Tosse Rosén, Lennart Norberg, Owe Hemström, Rolf Hägglund, Kjell "Babbis" Sjödin, Stefan Nordén, Patrik Nordgaard, Mikael Billander, Fredrik Larsson, Alexander Zitouni och Filip Skoglund.

### Dambandy
Damlaget har spelat flera säsonger i Sveriges högsta division.
Säsongen 1983/1984 debuterade damlaget i högsta divisionen, där man också spelat sedan säsongen 2009/2010. Damerna har totalt spelat 14 säsonger i högsta serien. Säsongen 2009/2010 slutade man på sjätte plats i damallsvenskan. Säsongen 2010/11 behöll laget sin plats i allsvenskan efter kvalspel. Laget spelade därmed även i högsta serien säsongen 2011/2012. På grund av generationsväxling valde HAIK att spela i Division I säsongen 2012/13. Som en följd av ändrad serieindelning kvalificerade sig damlaget för spel i högsta serien säsongen 2013/14.

### Ungdomsbandy
Ungdomsverksamheten som omfattar både pojk- och flicklag är den mest omfattande i området Ångermanland, Medelpad, Jämtland och Västerbotten. Enligt statistik från Svenska Bandyförbundet var HAIK näst största ungdomsförening i Norra Regionen säsongen 2012/13. Endast Sandviken AIK hade fler ungdomsspelare. Utmärkande ur ett nationellt perspektiv är HAIK:s framgångsrika rekrytering av flickor till bandyn.

### Fotnoter
1. ↑  Hans Wiklund. ”Historia”. Härnösands AIK. Arkiverad från originalet den 21 februari 2015. https://web.archive.org/web/20150221160036/http://www3.idrottonline.se/HarnosandsAIK-Bandy/Foreningen/Historia/. Läst 21 februari 2015.
2. ↑  Jimmy Andersson (26 februari 1985). ”Säsongen 1984-85”. Jimmys bandysida. Arkiverad från originalet den 21 februari 2015. https://web.archive.org/web/20150221155145/http://www.jimbobandy.nu/oldtab/84-85.html. Läst 21 februari 2015.
3. ↑  ”Maratontabell till och med 2018/19”. Svenska Bandyförbundet. 26 februari 2019. Arkiverad från originalet den 25 mars 2020. https://web.archive.org/web/20200325140559/https://www.svenskbandy.se/globalassets/svenska-bandyforbundet/pdf-filer/tavling--resultat/damallsvenskan/maratontabell-elitserien-dam-20191105.pdf. Läst 25 mars 2020.